# Zinowicze (obwód grodzieński)
Zinowicze (biał. Зіновічы, Zinowiczy; ros. Зиновичи, Zinowiczi) – wieś na Białorusi, w obwodzie grodzieńskim, w rejonie lidzkim, w sielsowiecie Chodorowce.

## Historia
W dwudziestoleciu międzywojennym leżały w Polsce, w województwie nowogródzkim, w powiecie szczuczyńskim (od 29 maja 1929, wcześniej w powiecie lidzkim), w gminie Lebioda. W 1921 miejscowość liczyła 75 mieszkańców, zamieszkałych w 11 budynkach, w tym 47 Polaków, 13 Białorusinów i 15 osób innej narodowości. 58 mieszkańców było wyznania prawosławnego i 17 rzymskokatolickiego.
Po II wojnie światowej w granicach Związku Sowieckiego. Od 1991 w niepodległej Białorusi.